# Maupas, Gers
Maupas är en kommun i departementet Gers i regionen Occitanien i sydvästra Frankrike. Kommunen ligger i kantonen Cazaubon som tillhör arrondissementet Condom. År 2022 hade Maupas 198 invånare.

## Befolkningsutveckling
Antalet invånare i kommunen Maupas
Referens:INSEE